# Kinnevik
Kinnevik AB är ett svenskt investmentbolag grundat 1936 av familjerna Stenbeck, Klingspor och von Horn. Bolaget har sitt säte på Skeppsbron 18 i Stockholm. 
Kinnevik är en aktiv långsiktig ägare som investerar i digitala konsumentbolag. Nuvarande vd Georgi Ganev tillträdde 2018.
Kinnevik har ägarandelar i omkring 30 bolag och investerar i Europa och USA. Kinnevik har fyra fokussektorer: hälsovård, marknadsplatser, mjukvara och klimatteknik. Kinnevik investerar långsiktigt och samarbetar med entreprenörer genom att erbjuda sin expertis och erfarenhet för att bygga ledande och hållbara bolag.

## Historia

### De första decennierna
Kinnevik bildades som ett investeringsbolag 1936 av Robert von Horn, Wilhelm Klingspor och Hugo Stenbeck. Inledningsvis var de viktigaste innehaven Mellersta Sveriges Lantbruks AB, Lidköpings Konfektyr Industri AB och Korsnäs Sågverks AB. Bolaget växte snabbt med aktieköp och förvärv av bland annat chokladtillverkaren Nordiska Suchard och Halmstads Järnverk.
De offensiva förvärven av svenska industribolag fortsatte under Kinneviks första decennier. Ägarbilden i investmentbolaget förändrades när Hugo Stenbeck successivt ökade sitt ägande.
Kinnevik börsnoterades och tog in nytt kapital 1954. Några år efter noteringen köptes de första aktieposterna i Sandvikens Jernverk (numera Sandvik AB).
Hugo Stenbeck övertog ordförandeskapet i Kinnevik efter Wilhelm Klingspor under början av 1960-talet och kort därefter blev Hugo Stenbecks äldste son Hugo Stenbeck Jr VD för bolaget.

### Efter Hugo Stenbecks död
År 1976 skedde ett nytt skifte sedan Hugo Stenbeck Jr avlidit och hans yngre bror Jan Stenbeck klivit in i ledningsgruppen för Kinnevik. Året därefter avled även Hugo Stenbeck Sr.
Aktieinnehavet i Sandvik AB ökade kontinuerligt under slutet av 1970-talet samtidigt som Kinnevik också tog en allt större position i Fagersta AB. En större post i försäkringsbolaget Atlantica köptes 1978. 1980 förvärvades fler bil- och motorföretag och samlades under namnet Svenska Motor AB, bland annat med import och försäljning av Toyotabilar.
Den 23 september 1983 stängdes både Kinnevik och Fagersta ute från Stockholmsbörsen efter att företagsledningen inte ville göra ett nytt prospekt på Stockholmsbörsens begäran. Kinneviks revisor ville dra tillbaka sitt namn från prospektet vilket Kinnevik inte godkände. Prospektet var ett så kallat omvänt förvärv där Jan Stenbeck genom Fagersta tog kontrollen över Kinnevik. I grunden berodde detta agerande på en arvstvist mellan Jan Stenbeck och hans systrar Margaretha och Elisabeth, som alltså slutade med att Jan Stenbeck tog över hela Kinneviksfären. Först år 1991 släpptes Kinnevik åter in på börsen.

### Telekom och tv
Comvik lanserade i början av 1980-talet ett nytt mobiltelefonisystem och fick efter rättsliga tvister med Televerket rätt i Regeringsrätten. 1985 färdigställdes ett satellitsystem för TV-distribution och under slutet av 1980-talet intensifierades kampen med de statliga monopolen inom telefon, TV och radio. På nyårsafton 1987 premiärsände TV3 från London. År 1989 fick Comvik tillstånd att starta ett nytt mobiltelefonsystem. Året därefter, 1990, bildades telekombolaget Millicom International Cellular.
De första radiosändningarna startade i Kinneviks regi under 1991. Samma år blev Kinnevik största ägare i nyetablerade TV4, med 20 procent av aktierna. 1995 lanserades gratistidningen Metro i Stockholm och konceptet spreds sedan snabbt över världen.
Tele2 grundades 1993 och noterades på Stockholmsbörsen 1996.
År 1995 blev Modern Times Group (MTG) ett helägt dotterbolag till Kinnevik, efter att tidigare ha varit en affärsenhet (Kinnevik TV & Media). MTG delades ut till Kinneviks aktieägare 1997 och börsnoterades samma år i Stockholm och New York.

### Efter Jan Stenbecks död
Den 19 augusti 2002 avled Jan Stenbeck och ersattes på ordförandeposten av Edvard von Horn. Pehr G Gyllenhammar blev sedan ordförande under 2004 men ersättes tre år senare av Cristina Stenbeck. I mars 2016 avgick Cristina Stenbeck från ordförandeposten och ersattes av Tom Boardman. Cristina Stenbeck var fortsatt ordinarie styrelseledamot i Kinnevik till och med 2019.
Under andra hälften av 2000-talet gjordes stora förändringar bland innehaven där bland annat ägandet i Millicom ökade och innehaven i skog minskade. Samtidigt grundlades också satsningarna inom onlineverksamheter i allmänhet och e-handel i synnerhet. En profil som stärktes under 2010-talet med stora investeringar i bland annat Zalando, Avito, Rocket Internet och Global Fashion Group – som vid sidan av Millicom, Tele2 och MTG räknades till de viktigaste innehaven.
År 2013 sålde Kinnevik hela sitt ägande i Billerud Korsnäs. 2014 börsnoterades två av Kinneviks portföljbolag, Zalando och Rocket Internet, på Frankfurtbörsen. Avito såldes till Naspers 2015. 2017 sålde Kinnevik sitt kvarvarande aktieinnehav i Rocket Internet och samma år såldes Metro till Custos AB.

## Kinnevik idag
Georgi Ganev utsågs till vd för Kinnevik i januari 2018 och James Anderson valdes till styrelseordförande i Kinnevik vid årsstämman 2021.
I november 2019 delades Kinneviks innehav i Millicom ut till Kinneviks aktieägare och Kinnevik är inte längre delägare i Millicom.
2018 uttryckte Kinnevik sitt stöd för samgåendet mellan Tele2 och Comhem, senare samma år distribuerade Kinnevik sina aktier i MTG till dess aktieägare. Under 2018 utökade Kinnevik sitt innehav i Livongo och investerade i Kolonial.no, Karma, Budbee, Pleo, Deposit Solutions, Cedar och Monese.
2021 skiftade Kinnevik ut hela sitt innehav i Zalando till bolagets aktieägare. Utskiftningen driver på Kinneviks strategiska transformation genom att en större del av portföljen utgörs av yngre, disruptiva, teknikfokuserade tillväxtbolag.
2023 sålde Kinnevik sitt återstående aktieinnehav i Teladoc.

## Viktiga innehav
Den 31 mars 2023 uppgick Kinneviks substansvärde till 55,5 miljarder kronor. De största innehaven är (värdet motsvarar Kinneviks ägarandel):
| Företag   | Värde i miljarder (SEK) |
| --------- | ----------------------- |
| Tele2     | 14                      |
| VillageMD | 5                       |
| Pleo      | 3                       |
| Cityblock | 3                       |

## Större aktieägare
Per 31 mars 2023.
| Företag                           | Procent av kapitalet | Procent av röster |
| --------------------------------- | -------------------- | ----------------- |
| Verdere S.à.r.l.                  | 4,1                  | 19,1              |
| Alces Maximus LLC                 | 2,4                  | 11,6              |
| CMS Sapere Aude Trust             | 1,4                  | 6,7               |
| Wilhelm, Marie & Amelie Klingspor | 1,6                  | 6,1               |
| Baillie Gifford & Co              | 11,4                 | 5,5               |
| Spiltan Fonder                    | 6,5                  | 3,1               |
| AMF Pension & Fonder              | 5,1                  | 2,4               |